# マドリードダービー
マドリード・ダービー（スペイン語: El Derbi Madrileño）は、スペイン・マドリードに本拠地を置く、レアル・マドリードとアトレティコ・マドリードのダービーマッチ。エル・デルビ（スペイン語: El Derbi）としても知られている。
これまでに、中央地域選手権、中央連盟カップ、リーグ選手権、スペインカップ、リーグカップ、スペインスーパーカップ、ヨーロッパスーパーカップ、チャンピオンズリーグで対戦してきた。 このダービーは、スペインサッカーの歴史上、公式戦で最も行われた対決であり、サッカーの歴史上、最も行われたダービーの1つである。
チャンピオンズリーグの決勝では、2013-14シーズンと2015-16シーズンの2度対戦しており、チャンピオンズリーグの決勝で行われた唯一のダービーマッチである。
同じマドリード州を本拠地とする、ヘタフェCFとCDレガネスの対決は、サウス・マドリード・ダービー（西: Derbi del sur de Madrid）と呼ばれる。

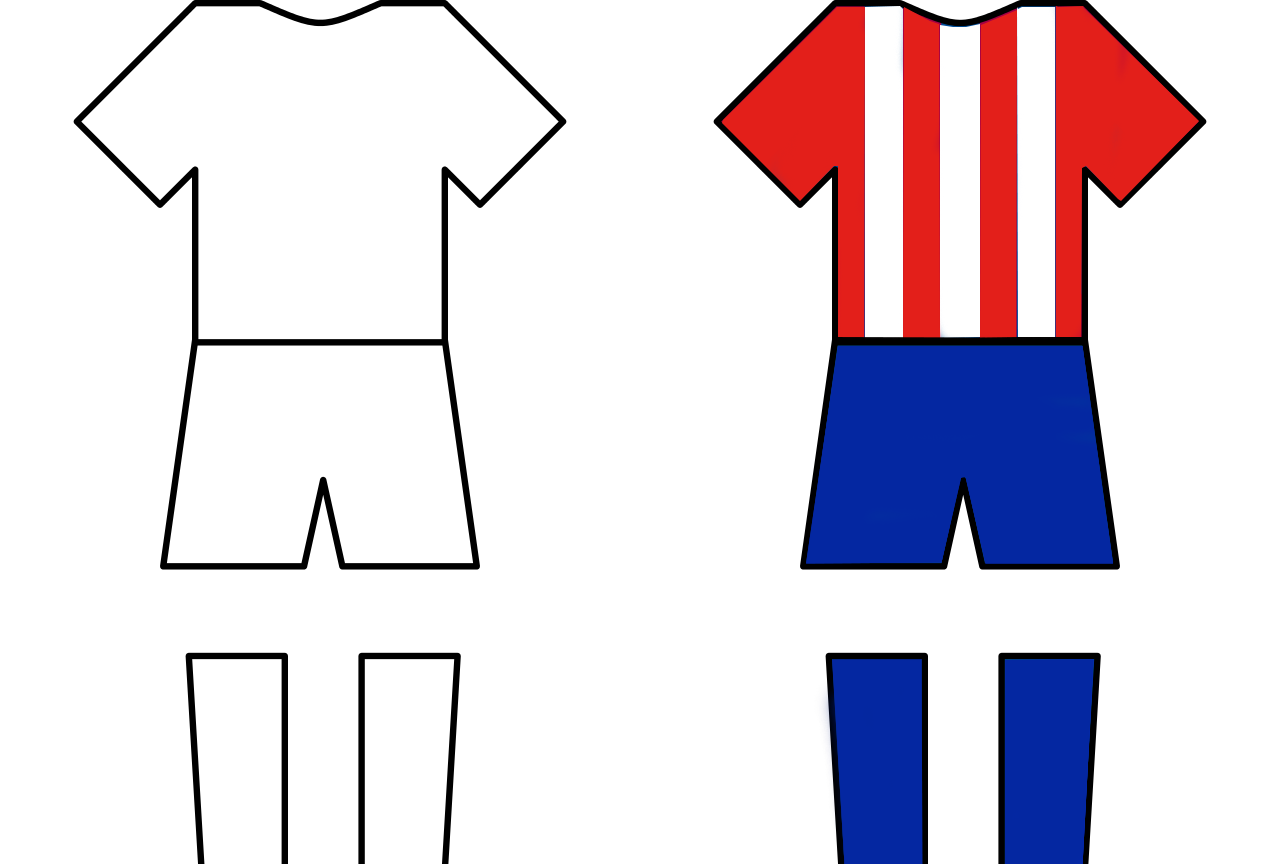
ユニフォーム

## 歴史
マンチェスター・ダービーで争う2つのクラブ（マンチェスター・ユナイテッドFCとマンチェスター・シティFC）のように、マドリード・ダービーを戦うレアル・マドリードとアトレティコ・マドリードも伝統的に対照的な個性を持ち互いに対立している。しかし、他国のダービーマッチに比べてマドリード・ダービーはエル・クラシコと同様に政治的な側面が強い。というのも、歴史的にレアル・マドリードはスペインの支配層に好まれてきたクラブである。
フランシスコ・フランコ独裁時代初期に政権側に好まれていたのはアトレティコ・マドリードの方であり、1950年代に政権側の好みがレアル・マドリードに移るまで、アトレティコ・マドリードはスペイン空軍と結び付けられていた。しかし国際的に孤立していた当時のスペインで、フランコはUEFAチャンピオンズカップのタイトルホルダーであるレアル・マドリードを政治的に利用しようとし、ある大臣は「レアル・マドリードは我々にとって最高の使節である」と発言した。このことから、アトレティコのファンはレアル・マドリードに対して「政府のチーム、国の恥」(el equipo del gobierno, la vergüenza del país)というチャントを歌う。
アトレティコのファンはより左翼的であり、保守的なレアル・マドリードのファンと争っている。しかし、アトレティコ・マドリードの左翼的思想はウルトラス文化の隆盛によって緩和されているし、マドリードで最も左翼的なクラブはラージョ・バジェカーノである。
2019年7月27日、レアル・マドリードとアトレティコ・マドリードは、アメリカ合衆国で開催された2019年国際チャンピオンズカップのオフシーズンのエキシビションマッチで対戦し、両クラブが母国外で開催された初のマドリードダービーとして対戦した。その試合ではマドリードダービーにおける最高得点記録を樹立し、アトレティコ・マドリードはレアル・マドリードを7-3で破った。

### 国内カップ戦決勝
コパ・デル・レイ決勝ではこれまでに5回マドリード・ダービーが行なわれ、アトレティコの4勝1分である（PK戦は公式記録上は引き分けであるため）。
1959-60シーズン・1960-61シーズン・1991-92シーズン・2012-13シーズンはアトレティコ・マドリードが、1974-75シーズンはレアル・マドリードがPK戦で勝利して優勝した。
1985年には、コパ・デ・ラ・リーガ（現存せず）の決勝でマドリード・ダービーが行なわれた。両クラブがホームゲームに勝利したが、2試合合計スコアでレアル・マドリードが優勝した。

### 欧州カップ戦
1958-59シーズンのUEFAチャンピオンズカップでは準決勝でマドリード・ダービーが行なわれた。レアル・マドリードは前回大会優勝クラブ（スペイン王者でもあった）として、アトレティコ・マドリードはリーガ・エスパニョーラ2位でUEFAチャンピオンズカップの出場権を得ていた。準決勝は2試合合計2-2の同点となったが、サラゴサで行なわれたプレーオフに勝利したレアル・マドリードが決勝に進出した。しかし、現在のチャンピオンズリーグが2020-21年度シーズンまで採用していたアウェーゴールルールが適用されていれば、当時勝ち上がっていたのはアトレティコ・マドリードである。
2013-14年度シーズンのUEFAチャンピオンズリーグ 2013-14決勝戦において、欧州の国際カップ戦のファイナルとしては史上初となる同一地方自治体によるダービーマッチとして「マドリード・ダービー」が開催されることになった。ただし、決勝戦は予め開催地のスタジアムが決定しているため、マドリードではなく、ポルトガルのエスタディオ・ダ・ルスで行われている。試合はアトレティコが1-0とリードして迎えた後半のアディッショナルタイムでレアル・マドリードが同点に追いつき、さらに延長戦でレアル・マドリードが3点を追加、4-1で勝利したレアル・マドリードが通算10回目のチャンピオンズリーグ優勝を果たした。2015-16年シーズンのUEFAチャンピオンズリーグ 2015-16決勝戦でも、再び対戦することとなり、1-1となり延長戦でも決着がつかず、PK戦の末5-3でレアルが勝利し、11回目のチャンピオンズリーグ優勝を果たした。翌2016-17年には準決勝で激突。試合は1勝1敗だったが、合計スコア4-2で上回ったレアル・マドリードが決勝進出を決めた。
2018年には前年にレアル・マドリードがUEFAチャンピオンズリーグ 2017-18、アトレティコ・マドリードがUEFAヨーロッパリーグ 2017-18を制していたため、UEFAスーパーカップで対戦することになった。試合は90分を戦って2-2となり延長戦に突入したが、アトレティコが2点を勝ち越して4-2で勝利し、3度目のスーパーカップ優勝を果たした。
2024-25シーズンにはラウンドオブ16で両者の対決が実現した。2戦合計2-2となり、PK戦をレアルが4-2で制して準々決勝進出を決めた。

## 文化
レアル・マドリードのホームスタジアムであるエスタディオ・サンティアゴ・ベルナベウは、銀行街や高級ビジネス街、エリート層の多いパセオ・デ・ラ・カステリャーナ通りの近くに位置している。一方、アトレティコ・マドリードのホームスタジアムであったエスタディオ・ビセンテ・カルデロンは、醸造所やマンサナーレス川などの近くに位置する。その成功の歴史から、レアル・マドリードは富裕層を含む様々な階級のファンに支持されている（市北部に住むファンが多いとされる）が、一方のアトレティコ・マドリードは特に市中南部に住む労働者階級のファンが多い。
ホセ・マルティネス・サンチェスなどが「歴史的に見れば、レアル・マドリードの最大のライバルはFCバルセロナではなくアトレティコ・マドリード」と述べるように、マドリード・ダービーはエル・クラシコに匹敵する盛り上がりを見せる。2012-13シーズン終了時点で、リーグ戦はレアル・マドリードが23戦負けなし（15勝6分）で8連勝し、アトレティコ・マドリードは1999-2000シーズンのアウェー戦以来勝利していなかったが、2013-14シーズン第7節アウェー戦で1-0の勝利をおさめた。前シーズンのコパ・デル・レイ決勝を含めて、アトレティコ・マドリードのダービー連勝となった。2014-15シーズンはスーペル・コパ・デ・エスパーニャとリーグ戦に加え、コパ・デル・レイ、チャンピオンズリーグでも対決し、1シーズンに計8回もの対戦が実現した。2015-16シーズンはアトレティコの1勝1分に終わったが、アトレティコはサンティアゴ・ベルナベウで勝利を収め、リーガ史上初めてサンティアゴ・ベルナベウで3連勝を飾ったチームとなった。

## ホームスタジアム
| チーム名                 | スタジアム名                                                                              | 収容人員          | 画像 | 備考 |
| ------------------------ | ----------------------------------------------------------------------------------------- | ----------------- | ---- | ---- |
| レアル・マドリード       | エスタディオ・サンティアゴ・ベルナベウ                                                    | 80,354人          |      |      |
| アトレティコ・マドリード | エスタディオ・ビセンテ・カルデロン（1966〜2017） エスタディオ・メトロポリターノ（2017〜） | 54,907人 68,456人 |      |      |

レアル・マドリードの元会長にちなんで名付けられたサンティアゴ・ベルナベウは、スペイン内戦により崩壊した、エスタディオ・チャマルティンに代わって1947年12月14日に市立博物館などのあるチャマルティン区に完成した。一方で、2016-17年度シーズンまでアトレティコ・マドリードが使用していたビセンテ・カルデロンは、マンサナレス川と高速道路沿いの醸造所の近くにあった。しかし、近隣の再開発計画により取り壊しが決まり、2017年9月16日には東部のアドルフォ・スアレス・マドリード＝バラハス空港にほど近いサン・ブラス(マドリード)区に、新たなスタジアムとしてワンダ・メトロポリターノが開場し、その後のシビタス社との命名権契約によって、現在ではシビタス・メトロポリターノと呼ばれている。

## 試合一覧

### リーグ戦
| シーズン  | 節                                                               | 日付                                                             | ホーム                                                           | スコア                                                           | アウェー                                                         |
| --------- | ---------------------------------------------------------------- | ---------------------------------------------------------------- | ---------------------------------------------------------------- | ---------------------------------------------------------------- | ---------------------------------------------------------------- |
| 1928-1929 |                                                                  |                                                                  | レアル・マドリード                                               | 2 – 1                                                            | アトレティコ・マドリード                                         |
| 1928-1929 |                                                                  |                                                                  | アトレティコ・マドリード                                         | 0 – 3                                                            | レアル・マドリード                                               |
| 1929-1930 |                                                                  |                                                                  | レアル・マドリード                                               | 4 – 1                                                            | アトレティコ・マドリード                                         |
| 1929-1930 |                                                                  |                                                                  | アトレティコ・マドリード                                         | 2 - 1                                                            | レアル・マドリード                                               |
| 1930-1931 | アトレティコがセグンダ・ディビシオンに所属していたため開催されず | アトレティコがセグンダ・ディビシオンに所属していたため開催されず | アトレティコがセグンダ・ディビシオンに所属していたため開催されず | アトレティコがセグンダ・ディビシオンに所属していたため開催されず | アトレティコがセグンダ・ディビシオンに所属していたため開催されず |
| 1931-1932 | アトレティコがセグンダ・ディビシオンに所属していたため開催されず | アトレティコがセグンダ・ディビシオンに所属していたため開催されず | アトレティコがセグンダ・ディビシオンに所属していたため開催されず | アトレティコがセグンダ・ディビシオンに所属していたため開催されず | アトレティコがセグンダ・ディビシオンに所属していたため開催されず |
| 1932-1933 | アトレティコがセグンダ・ディビシオンに所属していたため開催されず | アトレティコがセグンダ・ディビシオンに所属していたため開催されず | アトレティコがセグンダ・ディビシオンに所属していたため開催されず | アトレティコがセグンダ・ディビシオンに所属していたため開催されず | アトレティコがセグンダ・ディビシオンに所属していたため開催されず |
| 1933-1934 | アトレティコがセグンダ・ディビシオンに所属していたため開催されず | アトレティコがセグンダ・ディビシオンに所属していたため開催されず | アトレティコがセグンダ・ディビシオンに所属していたため開催されず | アトレティコがセグンダ・ディビシオンに所属していたため開催されず | アトレティコがセグンダ・ディビシオンに所属していたため開催されず |
| 1934-1935 | アトレティコがセグンダ・ディビシオンに所属していたため開催されず | アトレティコがセグンダ・ディビシオンに所属していたため開催されず | アトレティコがセグンダ・ディビシオンに所属していたため開催されず | アトレティコがセグンダ・ディビシオンに所属していたため開催されず | アトレティコがセグンダ・ディビシオンに所属していたため開催されず |
| 1935-1936 |                                                                  |                                                                  | レアル・マドリード                                               | 2 – 0                                                            | アトレティコ・マドリード                                         |
| 1935-1936 |                                                                  |                                                                  | アトレティコ・マドリード                                         | 2 - 2                                                            | レアル・マドリード                                               |
| 1936-1937 | スペイン内戦のため開催されず                                     | スペイン内戦のため開催されず                                     | スペイン内戦のため開催されず                                     | スペイン内戦のため開催されず                                     | スペイン内戦のため開催されず                                     |
| 1937-1938 | スペイン内戦のため開催されず                                     | スペイン内戦のため開催されず                                     | スペイン内戦のため開催されず                                     | スペイン内戦のため開催されず                                     | スペイン内戦のため開催されず                                     |
| 1938-1939 | スペイン内戦のため開催されず                                     | スペイン内戦のため開催されず                                     | スペイン内戦のため開催されず                                     | スペイン内戦のため開催されず                                     | スペイン内戦のため開催されず                                     |
| 1939-1940 |                                                                  |                                                                  | レアル・マドリード                                               | 2 – 0                                                            | アトレティコ・マドリード                                         |
| 1939-1940 |                                                                  |                                                                  | アトレティコ・マドリード                                         | 2 - 1                                                            | レアル・マドリード                                               |
| 1940-1941 |                                                                  |                                                                  | レアル・マドリード                                               | 1 – 3                                                            | アトレティコ・マドリード                                         |
| 1940-1941 |                                                                  |                                                                  | アトレティコ・マドリード                                         | 4 - 1                                                            | レアル・マドリード                                               |
| 1941-1942 |                                                                  |                                                                  | レアル・マドリード                                               | 4 – 1                                                            | アトレティコ・マドリード                                         |
| 1941-1942 |                                                                  |                                                                  | アトレティコ・マドリード                                         | 2 - 0                                                            | レアル・マドリード                                               |
| 1942-1943 |                                                                  |                                                                  | レアル・マドリード                                               | 1 – 3                                                            | アトレティコ・マドリード                                         |
| 1942-1943 |                                                                  |                                                                  | アトレティコ・マドリード                                         | 2 - 1                                                            | レアル・マドリード                                               |
| 1943-1944 |                                                                  |                                                                  | レアル・マドリード                                               | 3 - 2                                                            | アトレティコ・マドリード                                         |
| 1943-1944 |                                                                  |                                                                  | アトレティコ・マドリード                                         | 3 – 1                                                            | レアル・マドリード                                               |
| 1944-1945 |                                                                  |                                                                  | レアル・マドリード                                               | 3 – 1                                                            | アトレティコ・マドリード                                         |
| 1944-1945 |                                                                  |                                                                  | アトレティコ・マドリード                                         | 0 – 1                                                            | レアル・マドリード                                               |
| 1945-1946 |                                                                  |                                                                  | レアル・マドリード                                               | 2 – 1                                                            | アトレティコ・マドリード                                         |
| 1945-1946 |                                                                  |                                                                  | アトレティコ・マドリード                                         | 3 – 1                                                            | レアル・マドリード                                               |
| 1946-1947 |                                                                  |                                                                  | レアル・マドリード                                               | 1 - 2                                                            | アトレティコ・マドリード                                         |
| 1946-1947 |                                                                  |                                                                  | アトレティコ・マドリード                                         | 2 – 3                                                            | レアル・マドリード                                               |
| 1947-1948 |                                                                  |                                                                  | レアル・マドリード                                               | 1 – 1                                                            | アトレティコ・マドリード                                         |
| 1947-1948 |                                                                  |                                                                  | アトレティコ・マドリード                                         | 5 - 0                                                            | レアル・マドリード                                               |
| 1948-1949 |                                                                  |                                                                  | レアル・マドリード                                               | 1 - 2                                                            | アトレティコ・マドリード                                         |
| 1948-1949 |                                                                  |                                                                  | アトレティコ・マドリード                                         | 0 - 2                                                            | レアル・マドリード                                               |
| 1949-1950 |                                                                  |                                                                  | レアル・マドリード                                               | 3 – 1                                                            | アトレティコ・マドリード                                         |
| 1949-1950 |                                                                  |                                                                  | アトレティコ・マドリード                                         | 3 – 3                                                            | レアル・マドリード                                               |
| 1950-1951 |                                                                  |                                                                  | レアル・マドリード                                               | 3 - 6                                                            | アトレティコ・マドリード                                         |
| 1950-1951 |                                                                  |                                                                  | アトレティコ・マドリード                                         | 4 - 0                                                            | レアル・マドリード                                               |
| 1951-1952 |                                                                  |                                                                  | レアル・マドリード                                               | 2 – 1                                                            | アトレティコ・マドリード                                         |
| 1951-1952 |                                                                  |                                                                  | アトレティコ・マドリード                                         | 3 – 2                                                            | レアル・マドリード                                               |
| 1952-1953 |                                                                  |                                                                  | レアル・マドリード                                               | 2 – 0                                                            | アトレティコ・マドリード                                         |
| 1952-1953 |                                                                  |                                                                  | アトレティコ・マドリード                                         | 1 - 2                                                            | レアル・マドリード                                               |
| 1953-1954 |                                                                  |                                                                  | レアル・マドリード                                               | 2 – 1                                                            | アトレティコ・マドリード                                         |
| 1953-1954 |                                                                  |                                                                  | アトレティコ・マドリード                                         | 3 – 4                                                            | レアル・マドリード                                               |
| 1954-1955 |                                                                  |                                                                  | レアル・マドリード                                               | 1 – 0                                                            | アトレティコ・マドリード                                         |
| 1954-1955 |                                                                  |                                                                  | アトレティコ・マドリード                                         | 2 - 4                                                            | レアル・マドリード                                               |
| 1955-1956 |                                                                  |                                                                  | レアル・マドリード                                               | 3 – 2                                                            | アトレティコ・マドリード                                         |
| 1955-1956 |                                                                  |                                                                  | アトレティコ・マドリード                                         | 1 - 0                                                            | レアル・マドリード                                               |
| 1956-1957 |                                                                  |                                                                  | レアル・マドリード                                               | 0 - 2                                                            | アトレティコ・マドリード                                         |
| 1956-1957 |                                                                  |                                                                  | アトレティコ・マドリード                                         | 2 - 4                                                            | レアル・マドリード                                               |
| 1957-1958 |                                                                  |                                                                  | レアル・マドリード                                               | 0 - 0                                                            | アトレティコ・マドリード                                         |
| 1957-1958 |                                                                  |                                                                  | アトレティコ・マドリード                                         | 1 - 1                                                            | レアル・マドリード                                               |
| 1958-1959 |                                                                  |                                                                  | レアル・マドリード                                               | 5 – 0                                                            | アトレティコ・マドリード                                         |
| 1958-1959 |                                                                  |                                                                  | アトレティコ・マドリード                                         | 2 - 1                                                            | レアル・マドリード                                               |
| 1959-1960 |                                                                  |                                                                  | レアル・マドリード                                               | 3 – 2                                                            | アトレティコ・マドリード                                         |
| 1959-1960 |                                                                  |                                                                  | アトレティコ・マドリード                                         | 3 – 3                                                            | レアル・マドリード                                               |
| 1960-1961 |                                                                  |                                                                  | レアル・マドリード                                               | 3 – 1                                                            | アトレティコ・マドリード                                         |
| 1960-1961 |                                                                  |                                                                  | アトレティコ・マドリード                                         | 1 - 0                                                            | レアル・マドリード                                               |
| 1961-1962 |                                                                  |                                                                  | レアル・マドリード                                               | 2 – 1                                                            | アトレティコ・マドリード                                         |
| 1961-1962 |                                                                  |                                                                  | アトレティコ・マドリード                                         | 1 - 0                                                            | レアル・マドリード                                               |
| 1962-1963 |                                                                  |                                                                  | レアル・マドリード                                               | 4 – 3                                                            | アトレティコ・マドリード                                         |
| 1962-1963 |                                                                  |                                                                  | アトレティコ・マドリード                                         | 1 - 1                                                            | レアル・マドリード                                               |
| 1963-1964 |                                                                  |                                                                  | レアル・マドリード                                               | 5 – 1                                                            | アトレティコ・マドリード                                         |
| 1963-1964 |                                                                  |                                                                  | アトレティコ・マドリード                                         | 0 - 1                                                            | レアル・マドリード                                               |
| 1964-1965 |                                                                  |                                                                  | レアル・マドリード                                               | 0 – 1                                                            | アトレティコ・マドリード                                         |
| 1964-1965 |                                                                  |                                                                  | アトレティコ・マドリード                                         | 0 - 1                                                            | レアル・マドリード                                               |
| 1965-1966 |                                                                  |                                                                  | レアル・マドリード                                               | 3 – 1                                                            | アトレティコ・マドリード                                         |
| 1965-1966 |                                                                  |                                                                  | アトレティコ・マドリード                                         | 1 - 1                                                            | レアル・マドリード                                               |
| 1966-1967 |                                                                  |                                                                  | レアル・マドリード                                               | 2 – 1                                                            | アトレティコ・マドリード                                         |
| 1966-1967 |                                                                  |                                                                  | アトレティコ・マドリード                                         | 2 - 2                                                            | レアル・マドリード                                               |
| 1967-1968 |                                                                  |                                                                  | レアル・マドリード                                               | 0 - 0                                                            | アトレティコ・マドリード                                         |
| 1967-1968 |                                                                  |                                                                  | アトレティコ・マドリード                                         | 1 - 1                                                            | レアル・マドリード                                               |
| 1968-1969 |                                                                  |                                                                  | レアル・マドリード                                               | 0 – 0                                                            | アトレティコ・マドリード                                         |
| 1968-1969 |                                                                  |                                                                  | アトレティコ・マドリード                                         | 0 - 1                                                            | レアル・マドリード                                               |
| 1969-1970 |                                                                  |                                                                  | レアル・マドリード                                               | 1 – 1                                                            | アトレティコ・マドリード                                         |
| 1969-1970 |                                                                  |                                                                  | アトレティコ・マドリード                                         | 3 – 0                                                            | レアル・マドリード                                               |
| 1970-1971 |                                                                  |                                                                  | レアル・マドリード                                               | 1 - 0                                                            | アトレティコ・マドリード                                         |
| 1970-1971 |                                                                  |                                                                  | アトレティコ・マドリード                                         | 2 - 2                                                            | レアル・マドリード                                               |
| 1971-1972 |                                                                  |                                                                  | レアル・マドリード                                               | 1- 0                                                             | アトレティコ・マドリード                                         |
| 1971-1972 |                                                                  |                                                                  | アトレティコ・マドリード                                         | 4 - 1                                                            | レアル・マドリード                                               |
| 1972-1973 |                                                                  |                                                                  | レアル・マドリード                                               | 0 – 1                                                            | アトレティコ・マドリード                                         |
| 1972-1973 |                                                                  |                                                                  | アトレティコ・マドリード                                         | 1 - 2                                                            | レアル・マドリード                                               |
| 1973-1974 |                                                                  |                                                                  | レアル・マドリード                                               | 2 – 0                                                            | アトレティコ・マドリード                                         |
| 1973-1974 |                                                                  |                                                                  | アトレティコ・マドリード                                         | 0 - 2                                                            | レアル・マドリード                                               |
| 1974-1975 |                                                                  |                                                                  | レアル・マドリード                                               | 1 - 0                                                            | アトレティコ・マドリード                                         |
| 1974-1975 |                                                                  |                                                                  | アトレティコ・マドリード                                         | 1 - 1                                                            | レアル・マドリード                                               |
| 1975-1976 |                                                                  |                                                                  | レアル・マドリード                                               | 1 – 0                                                            | アトレティコ・マドリード                                         |
| 1975-1976 |                                                                  |                                                                  | アトレティコ・マドリード                                         | 1 - 0                                                            | レアル・マドリード                                               |
| 1976-1977 |                                                                  |                                                                  | レアル・マドリード                                               | 1 – 1                                                            | アトレティコ・マドリード                                         |
| 1976-1977 |                                                                  |                                                                  | アトレティコ・マドリード                                         | 4 - 0                                                            | レアル・マドリード                                               |
| 1977-1978 |                                                                  |                                                                  | レアル・マドリード                                               | 4 – 2                                                            | アトレティコ・マドリード                                         |
| 1977-1978 |                                                                  |                                                                  | アトレティコ・マドリード                                         | 1 – 3                                                            | レアル・マドリード                                               |
| 1978-1979 |                                                                  |                                                                  | レアル・マドリード                                               | 1 – 1                                                            | アトレティコ・マドリード                                         |
| 1978-1979 |                                                                  |                                                                  | アトレティコ・マドリード                                         | 2 - 2                                                            | レアル・マドリード                                               |
| 1979-1980 |                                                                  |                                                                  | レアル・マドリード                                               | 4 - 0                                                            | アトレティコ・マドリード                                         |
| 1979-1980 |                                                                  |                                                                  | アトレティコ・マドリード                                         | 1 - 1                                                            | レアル・マドリード                                               |
| 1980-1981 |                                                                  |                                                                  | レアル・マドリード                                               | 2 – 0                                                            | アトレティコ・マドリード                                         |
| 1980-1981 |                                                                  |                                                                  | アトレティコ・マドリード                                         | 3 – 1                                                            | レアル・マドリード                                               |
| 1981-1982 |                                                                  |                                                                  | レアル・マドリード                                               | 2 – 1                                                            | アトレティコ・マドリード                                         |
| 1981-1982 |                                                                  |                                                                  | アトレティコ・マドリード                                         | 2 – 3                                                            | レアル・マドリード                                               |
| 1982-1983 |                                                                  |                                                                  | レアル・マドリード                                               | 3 – 1                                                            | アトレティコ・マドリード                                         |
| 1982-1983 |                                                                  |                                                                  | アトレティコ・マドリード                                         | 0 - 0                                                            | レアル・マドリード                                               |
| 1983-1984 |                                                                  |                                                                  | レアル・マドリード                                               | 5 - 0                                                            | アトレティコ・マドリード                                         |
| 1983-1984 |                                                                  |                                                                  | アトレティコ・マドリード                                         | 1 - 0                                                            | レアル・マドリード                                               |
| 1984-1985 |                                                                  |                                                                  | レアル・マドリード                                               | 0 - 4                                                            | アトレティコ・マドリード                                         |
| 1984-1985 |                                                                  |                                                                  | アトレティコ・マドリード                                         | 0 - 1                                                            | レアル・マドリード                                               |
| 1985-1986 |                                                                  |                                                                  | レアル・マドリード                                               | 2 – 1                                                            | アトレティコ・マドリード                                         |
| 1985-1986 |                                                                  |                                                                  | アトレティコ・マドリード                                         | 0 - 1                                                            | レアル・マドリード                                               |
| 1986-1987 |                                                                  |                                                                  | レアル・マドリード                                               | 4 – 1                                                            | アトレティコ・マドリード                                         |
| 1986-1987 |                                                                  |                                                                  | アトレティコ・マドリード                                         | 1 – 1                                                            | レアル・マドリード                                               |
| 1987-1988 |                                                                  |                                                                  | レアル・マドリード                                               | 0 - 4                                                            | アトレティコ・マドリード                                         |
| 1987-1988 |                                                                  |                                                                  | アトレティコ・マドリード                                         | 1 – 3                                                            | レアル・マドリード                                               |
| 1988-1989 |                                                                  |                                                                  | レアル・マドリード                                               | 2 – 1                                                            | アトレティコ・マドリード                                         |
| 1988-1989 |                                                                  |                                                                  | アトレティコ・マドリード                                         | 3 – 3                                                            | レアル・マドリード                                               |
| 1989-1990 |                                                                  |                                                                  | レアル・マドリード                                               | 3 – 1                                                            | アトレティコ・マドリード                                         |
| 1989-1990 |                                                                  |                                                                  | アトレティコ・マドリード                                         | 3 – 3                                                            | レアル・マドリード                                               |
| 1990-1991 |                                                                  |                                                                  | レアル・マドリード                                               | 0 – 3                                                            | アトレティコ・マドリード                                         |
| 1990-1991 |                                                                  |                                                                  | アトレティコ・マドリード                                         | 0 - 3                                                            | レアル・マドリード                                               |
| 1991-1992 |                                                                  |                                                                  | レアル・マドリード                                               | 3 – 2                                                            | アトレティコ・マドリード                                         |
| 1991-1992 |                                                                  |                                                                  | アトレティコ・マドリード                                         | 2 - 0                                                            | レアル・マドリード                                               |
| 1992-1993 |                                                                  |                                                                  | レアル・マドリード                                               | 1 – 0                                                            | アトレティコ・マドリード                                         |
| 1992-1993 |                                                                  |                                                                  | アトレティコ・マドリード                                         | 1 – 1                                                            | レアル・マドリード                                               |
| 1993-1994 |                                                                  |                                                                  | レアル・マドリード                                               | 1 – 0                                                            | アトレティコ・マドリード                                         |
| 1993-1994 |                                                                  |                                                                  | アトレティコ・マドリード                                         | 0 - 0                                                            | レアル・マドリード                                               |
| 1994-1995 |                                                                  |                                                                  | レアル・マドリード                                               | 4 – 2                                                            | アトレティコ・マドリード                                         |
| 1994-1995 |                                                                  |                                                                  | アトレティコ・マドリード                                         | 0 – 2                                                            | レアル・マドリード                                               |
| 1995-1996 |                                                                  |                                                                  | レアル・マドリード                                               | 1 – 0                                                            | アトレティコ・マドリード                                         |
| 1995-1996 |                                                                  |                                                                  | アトレティコ・マドリード                                         | 1 – 2                                                            | レアル・マドリード                                               |
| 1996-1997 |                                                                  |                                                                  | レアル・マドリード                                               | 3 – 1                                                            | アトレティコ・マドリード                                         |
| 1996-1997 |                                                                  |                                                                  | アトレティコ・マドリード                                         | 1 – 4                                                            | レアル・マドリード                                               |
| 1997-1998 |                                                                  |                                                                  | レアル・マドリード                                               | 1 – 1                                                            | アトレティコ・マドリード                                         |
| 1997-1998 |                                                                  |                                                                  | アトレティコ・マドリード                                         | 1 – 1                                                            | レアル・マドリード                                               |
| 1998-1999 |                                                                  |                                                                  | レアル・マドリード                                               | 4 – 2                                                            | アトレティコ・マドリード                                         |
| 1998-1999 |                                                                  |                                                                  | アトレティコ・マドリード                                         | 3 – 1                                                            | レアル・マドリード                                               |
| 1999-2000 |                                                                  |                                                                  | レアル・マドリード                                               | 1 – 3                                                            | アトレティコ・マドリード                                         |
| 1999-2000 |                                                                  |                                                                  | アトレティコ・マドリード                                         | 1 – 1                                                            | レアル・マドリード                                               |
| 2000-2001 | アトレティコがセグンダ・ディビシオンに所属していたため開催されず | アトレティコがセグンダ・ディビシオンに所属していたため開催されず | アトレティコがセグンダ・ディビシオンに所属していたため開催されず | アトレティコがセグンダ・ディビシオンに所属していたため開催されず | アトレティコがセグンダ・ディビシオンに所属していたため開催されず |
| 2001-2002 | アトレティコがセグンダ・ディビシオンに所属していたため開催されず | アトレティコがセグンダ・ディビシオンに所属していたため開催されず | アトレティコがセグンダ・ディビシオンに所属していたため開催されず | アトレティコがセグンダ・ディビシオンに所属していたため開催されず | アトレティコがセグンダ・ディビシオンに所属していたため開催されず |
| 2002-2003 | 18                                                               |                                                                  | レアル・マドリード                                               | 2 – 2                                                            | アトレティコ・マドリード                                         |
| 2002-2003 | 37                                                               |                                                                  | アトレティコ・マドリード                                         | 0 – 4                                                            | レアル・マドリード                                               |
| 2003-2004 | 14                                                               |                                                                  | レアル・マドリード                                               | 2 – 0                                                            | アトレティコ・マドリード                                         |
| 2003-2004 | 33                                                               |                                                                  | アトレティコ・マドリード                                         | 1 – 2                                                            | レアル・マドリード                                               |
| 2004-2005 | 18                                                               | 2005年1月9日                                                     | アトレティコ・マドリード                                         | 0 – 3                                                            | レアル・マドリード                                               |
| 2004-2005 | 37                                                               | 2005年5月21日                                                    | レアル・マドリード                                               | 0 – 0                                                            | アトレティコ・マドリード                                         |
| 2005-2006 | 7                                                                | 2005年10月15日                                                   | アトレティコ・マドリード                                         | 0 – 3                                                            | レアル・マドリード                                               |
| 2005-2006 | 26                                                               | 2006年3月4日                                                     | レアル・マドリード                                               | 2 – 1                                                            | アトレティコ・マドリード                                         |
| 2006-2007 | 5                                                                | 2006年10月1日                                                    | レアル・マドリード                                               | 1 – 1                                                            | アトレティコ・マドリード                                         |
| 2006-2007 | 24                                                               | 2007年2月24日                                                    | アトレティコ・マドリード                                         | 1 – 1                                                            | レアル・マドリード                                               |
| 2007-2008 | 1                                                                | 2007年8月25日                                                    | レアル・マドリード                                               | 2 – 1                                                            | アトレティコ・マドリード                                         |
| 2007-2008 | 20                                                               | 2008年1月20日                                                    | アトレティコ・マドリード                                         | 0 – 2                                                            | レアル・マドリード                                               |
| 2008-2009 | 7                                                                | 2008年10月18日                                                   | アトレティコ・マドリード                                         | 1 – 2                                                            | レアル・マドリード                                               |
| 2008-2009 | 26                                                               | 2009年3月7日                                                     | レアル・マドリード                                               | 1 – 1                                                            | アトレティコ・マドリード                                         |
| 2009-2010 | 10                                                               | 2009年11月7日                                                    | アトレティコ・マドリード                                         | 2 – 3                                                            | レアル・マドリード                                               |
| 2009-2010 | 29                                                               | 2010年3月28日                                                    | レアル・マドリード                                               | 3 – 2                                                            | アトレティコ・マドリード                                         |
| 2010-2011 | 10                                                               | 2010年11月7日                                                    | レアル・マドリード                                               | 2 – 0                                                            | アトレティコ・マドリード                                         |
| 2010-2011 | 29                                                               | 2011年3月19日                                                    | アトレティコ・マドリード                                         | 1 – 2                                                            | レアル・マドリード                                               |
| 2011-2012 | 14                                                               | 2011年11月27日                                                   | レアル・マドリード                                               | 4 – 1                                                            | アトレティコ・マドリード                                         |
| 2011-2012 | 33                                                               | 2012年4月11日                                                    | アトレティコ・マドリード                                         | 1 – 4                                                            | レアル・マドリード                                               |
| 2012-2013 | 14                                                               | 2012年12月1日                                                    | レアル・マドリード                                               | 2 – 0                                                            | アトレティコ・マドリード                                         |
| 2012-2013 | 33                                                               | 2013年4月27日                                                    | アトレティコ・マドリード                                         | 1 – 2                                                            | レアル・マドリード                                               |
| 2013-2014 | 7                                                                | 2013年9月28日                                                    | レアル・マドリード                                               | 0 – 1                                                            | アトレティコ・マドリード                                         |
| 2013-2014 | 26                                                               | 2014年3月2日                                                     | アトレティコ・マドリード                                         | 2 – 2                                                            | レアル・マドリード                                               |
| 2014-2015 | 3                                                                | 2014年9月12日                                                    | レアル・マドリード                                               | 1 – 2                                                            | アトレティコ・マドリード                                         |
| 2014-2015 | 22                                                               | 2015年2月7日                                                     | アトレティコ・マドリード                                         | 4 – 0                                                            | レアル・マドリード                                               |
| 2015-2016 | 7                                                                | 2015年10月4日                                                    | アトレティコ・マドリード                                         | 1 – 1                                                            | レアル・マドリード                                               |
| 2015-2016 | 26                                                               | 2016年2月27日                                                    | レアル・マドリード                                               | 0 – 1                                                            | アトレティコ・マドリード                                         |
| 2016-2017 | 12                                                               | 2016年11月19日                                                   | アトレティコ・マドリード                                         | 0 – 3                                                            | レアル・マドリード                                               |
| 2016-2017 | 31                                                               | 2017年4月9日                                                     | レアル・マドリード                                               | 1 – 1                                                            | アトレティコ・マドリード                                         |
| 2017-2018 | 12                                                               | 2017年11月19日                                                   | アトレティコ・マドリード                                         | 0 – 0                                                            | レアル・マドリード                                               |
| 2017-2018 | 31                                                               | 2017年4月8日                                                     | レアル・マドリード                                               | 1 – 1                                                            | アトレティコ・マドリード                                         |
| 2018-2019 | 7                                                                | 2018年9月29日                                                    | レアル・マドリード                                               | 0 – 0                                                            | アトレティコ・マドリード                                         |
| 2018-2019 | 23                                                               | 2019年2月9日                                                     | アトレティコ・マドリード                                         | 1 – 3                                                            | レアル・マドリード                                               |
| 2019-2020 | 7                                                                | 2019年9月29日                                                    | アトレティコ・マドリード                                         | 0 – 0                                                            | レアル・マドリード                                               |
| 2019-2020 | 22                                                               | 2020年2月2日                                                     | レアル・マドリード                                               | 1 – 0                                                            | アトレティコ・マドリード                                         |
| 2020-2021 | 13                                                               | 2020年12月12日                                                   | レアル・マドリード                                               | 2 - 0                                                            | アトレティコ・マドリード                                         |
| 2020-2021 | 26                                                               | 2021年3月7日                                                     | アトレティコ・マドリード                                         | 1 - 1                                                            | レアル・マドリード                                               |
| 2021-2022 | 17                                                               | 2021年12月12日                                                   | レアル・マドリード                                               | 2 - 0                                                            | アトレティコ・マドリー                                           |
| 2021-2022 | 35                                                               | 2022年5月8日                                                     | アトレティコ・マドリード                                         | 1 – 0                                                            | レアル・マドリード                                               |
| 2022-2023 | 6                                                                | 2022年9月18日                                                    | アトレティコ・マドリード                                         | 1 - 2                                                            | レアル・マドリード                                               |
| 2022-2023 | 23                                                               | 2023年2月25日                                                    | レアル・マドリード                                               | 1 - 1                                                            | アトレティコ・マドリード                                         |
| 2023-2024 | 6                                                                | 2023年9月24日                                                    | アトレティコ・マドリード                                         | 3 - 1                                                            | レアル・マドリード                                               |
| 2023-2024 | 23                                                               | 2024年2月4日                                                     | レアル・マドリード                                               | 1 - 1                                                            | アトレティコ・マドリード                                         |

### UEFAチャンピオンズリーグ
| シーズン | 日時          | ラウンド         | スタジアム                             | スコア       |
| -------- | ------------- | ---------------- | -------------------------------------- | ------------ |
| 2013–14  | 2014年5月24日 | 決勝             | エスタディオ・ダ・ルス                 | 4－1 (延長)  |
| 2014–15  | 2015年4月14日 | 準々決勝 1st leg | エスタディオ・ビセンテ・カルデロン     | 0–0          |
| 2014–15  | 2015年4月22日 | 準々決勝 2nd leg | エスタディオ・サンティアゴ・ベルナベウ | 1–0          |
| 2015-16  | 2016年5月28日 | 決勝             | スタディオ・ジュゼッペ・メアッツァ     | 1－1 (PK5-3) |
| 2016–17  | 2017年5月2日  | 準決勝 1st leg   | エスタディオ・サンティアゴ・ベルナベウ | 3-0          |
| 2016–17  | 2017年5月10日 | 準決勝 2nd leg   | エスタディオ・ビセンテ・カルデロン     | 2-1          |

### UEFAスーパーカップ
| シーズン | 日時          | スタジアム               | スコア     |
| -------- | ------------- | ------------------------ | ---------- |
| 2018     | 2018年8月16日 | ア・ル・コック・アレーナ | 2-4 (延長) |

## 対戦成績
2024年2月4日現在
| 大会                           | 試合数 | レアル・マドリード 勝利 | 引き分け | アトレティコ・マドリード 勝利 | レアル・マドリード 得点数 | アトレティコ・マドリード 得点数 |
| ------------------------------ | ------ | ----------------------- | -------- | ----------------------------- | ------------------------- | ------------------------------- |
| リーガ・エスパニョーラ         | 174    | 91                      | 42       | 41                            | 300                       | 224                             |
| コパ・デル・レイ               | 44     | 18                      | 14       | 12                            | 62                        | 50                              |
| コパ・デ・ラ・リーガ           | 4      | 1                       | 1        | 2                             | 7                         | 7                               |
| スーペルコパ・デ・エスパーニャ | 4      | 1                       | 2        | 1                             | 6                         | 5                               |
| UEFAチャンピオンズリーグ       | 9      | 5                       | 2        | 2                             | 14                        | 7                               |
| UEFAスーパーカップ             | 1      | 0                       | 0        | 1                             | 2                         | 4                               |
| 合計                           | 236    | 116                     | 61       | 59                            | 391                       | 297                             |

## 移籍

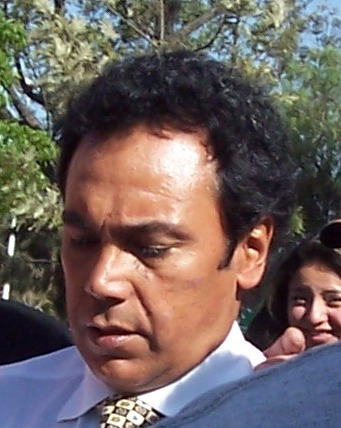
1985年にアトレティコ・マドリードからレアル・マドリードに移籍したウーゴ・サンチェス

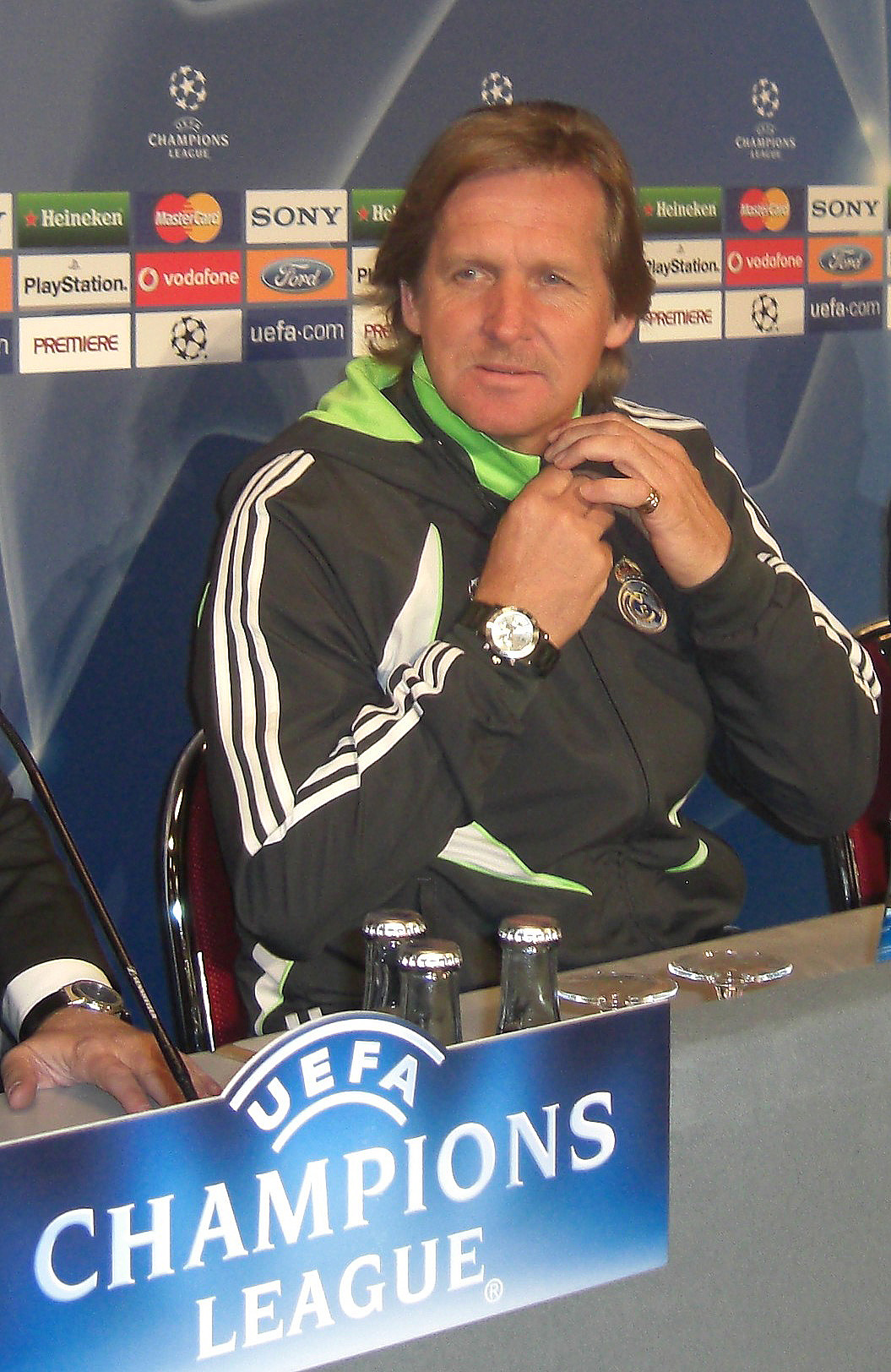
1990年にレアル・マドリードからアトレティコ・マドリードに移籍したベルント・シュスター

### 両クラブを直接移籍した選手
| ポジション | 名前                       | レアル・マドリード            | アトレティコ・マドリード |
| ポジション | 名前                       | 期間                          | 期間                     |
| ---------- | -------------------------- | ----------------------------- | ------------------------ |
| FW         | ルイス・ベラウンデ         | 1915-1916                     | 1910-1915                |
| FW         | ガスパール・ルビオ         | 1928-1930 1931-1932 1939-1940 | 1932-1933                |
| FW         | コスメ・バスケス           | 1929-1931                     | 1921-1922 1925-1929      |
| FW         | ルイス・オラソ             | 1929-1933                     | 1919 1929                |
| MF         | エドゥアルド・オルドニェス | 1932-1933                     | 1927-1931 1933-1935      |
| FW         | ラモン・グロッソ           | 1964-1976                     | 1964＊                   |
| FW         | セバスティアン・ロサーダ   | 1984-1991                     | 1991-1992                |
| FW         | ウーゴ・サンチェス         | 1985-1992                     | 1981-1985                |
| FW         | フランシスコ・ジョレンテ   | 1986-1987                     | 1987-1994                |
| MF         | ベルント・シュスター       | 1988-1990                     | 1990-1993                |
| FW         | ラウル・ゴンサレス         | 1992-2010                     | 1990-1992＊＊            |
| FW         | フアン・エスナイデル       | 1991-1993、1995-1996          | 1996-1997                |
| MF         | サンティアゴ・ソラーリ     | 2000-2005                     | 1998-2000                |
| FW         | ロドリゴ・ファブリ         | 1998-2003                     | 2003-2004                |
| MF         | ホセ・マヌエル・フラド     | -2006                         | 2006-2010                |
| MF         | サウール・ニゲス           | 2006-2008＊＊                 | 2008-                    |
| DF         | テオ・エルナンデス         | 2017-2019                     | 2008-2017＊＊            |
| MF         | マルコス・ジョレンテ       | 2014-2019                     | 2019-                    |

- ＊ レンタル移籍で在籍。
- ＊＊ 下部組織に在籍、トップチームでの出場記録なし。

### 他クラブを経て移籍した選手
| ポジション | 名前                       | レアル・マドリード   | アトレティコ・マドリード |
| ポジション | 名前                       | 期間                 | 期間                     |
| ---------- | -------------------------- | -------------------- | ------------------------ |
| MF         | セサレオ・バチージェル     | 1944                 | 1939-1940                |
| FW         | ルイス・アラゴネス         | 1958-1960            | 1964-1974                |
| FW         | フアニート                 | 1977-1987            | 1972-1974                |
| MF         | ホセ・ルイス・カミネロ     | 1987-1989＊＊        | 1993-1998                |
| DF         | ガルシア・カルボ           | 1995-1997            | 2001-2006                |
| MF         | フアンフラン               | 2004-2006            | 2011-2019                |
| DF         | フィリペ・ルイス           | 2005-2006＊＊        | 2010-2014、2015-2019     |
| FW         | ホセ・アントニオ・レジェス | 2006-2007＊          | 2007-2011                |
| MF         | ホセ・マリア・モビージャ   | ? ＊＊               | 2001-2004                |
| GK         | ティボ・クルトゥワ         | 2018-                | 2011-2014＊              |
| FW         | アルバロ・モラタ           | 2008-2014、2016-2017 | 2005-2007＊＊、2019-     |
| DF         | マリオ・エルモソ           | 2005-2017＊＊        | 2019-                    |
| DF         | セルヒオ・レギロン         | 2018-2020            | 2022-2023＊              |

- ＊ レンタル移籍で在籍。
- ＊＊ トップチームでの出場記録なし。